# Institut européen de l'expertise et de l'expert
L'Institut européen de l'expertise et de l'expert (European Expertise & Expert Institute, EEEI) est un institut européen sans but lucratif créé en 2006 sous forme d'association loi de 1901 de droit français. Il a pour vocation de contribuer à la réflexion sur le devenir de l'expertise judiciaire en Europe et l'harmonisation des pratiques.
L'institut rassemble des personnes physiques : magistrats, avocats, experts et universitaires et membres institutionnels, personnes morales du monde du droit et de la justice (cours d'appel, tribunaux, barreaux, Associations d'experts judiciaires, universités) provenant des différents pays de l'Union européenne.
Plusieurs projets menés par l'institut depuis 2006 en partenariat avec la Commission européenne ont alimenté cette réflexion.

## Historique
En octobre 2006 est créé l'Institut,.
En avril 2008 est organisé le colloque fondateur de l'Institut, à la Cour de cassation de Paris et à la Cour d’appel de Versailles, sur l'Expertise de justice en Europe, pour faire le point de l'état de l'expertise en Europe et déterminer les actions qui peuvent être entreprises en vue de faciliter le rapprochement, sinon l'harmonisation des pratiques. En mars 2012 à Bruxelles est organisé le colloque « Le futur de l'expertise judiciaire civile dans l'Union européenne - État des lieux et propositions ».
En février 2014, l'EEEI est admis par la Commission européenne pour l’efficacité de la justice (CEPEJ) en qualité d'observateur au sein du groupe de travail sur la qualité de la justice,.
En 29 mai 2015 se tient une conférence de consensus, organisée à la Cour de cassation de Rome, dans le cadre du projet EGLE.

## Mission
L'EEEI a pour objectif de contribuer par ses travaux à la convergence des systèmes d'expertise judiciaire nationaux et de garantir, dans tout l'espace judiciaire européen, la sécurité juridique des décisions judiciaires par la qualité des expertises réalisées sur décision de justice.

## Travaux

### Projets cofinancés par la Commission européenne
L'EEEI mène depuis sa création des projets de réflexion sur le thème de l'expertise judiciaire en Europe.

#### Projet Eurexpertise
Cofinancé par la Direction générale justice de la commission européenne, le projet Eurexpertise, lancé en 2011, a permis un recensement exhaustif et une analyse des règles et pratiques en usage en matière d'expertise civile sur l'ensemble du territoire de l'Union européenne, aboutissant dans son rapport de 2012 à des propositions d'axes de réformes pour réduire les divergences constatées.
Avec la contribution du réseau des présidents des cours suprêmes des pays de l’Union européenne et le soutien financier de la Commission européenne, l’EEEI a réalisé un inventaire comparé détaillé des procédures existantes relatives aux expertises ordonnées en matière civile, ainsi que des travaux autour de l’expertise judiciaire. Cette étude, Eurexpertise, s’est achevée par un colloque international organisé à Bruxelles les 16 et 17 mars 2012 sur le thème « Le futur de l'expertise judiciaire civile dans l’Union européenne ».
À l’aide d’un questionnaire conçu pour faciliter l’analyse comparative, chaque Cour suprême a décrit les principes régissant l’expertise de justice dans le pays concerné, complétant souvent sa réponse de précisions littérales et d’une bibliographie adéquate.
Après une analyse réalisée par les membres d’un groupe de travail (composé de membres de différents pays européens, magistrats, experts, avocats et universitaires) et soumise au contrôle des mêmes Cours, une synthèse des éléments recueillis a été élaborée afin de dégager les principaux points de convergence et de divergence parmi les items étudiés.
Les résultats de ces travaux, qui ont couvert les 28 pays de l’Union (les informations concernant la Croatie ont été ajoutées plus tard) ont été publiés, notamment sur le site de l'EEEI, synthétisés et sont actuellement mis à jour en 2016 et publiés par la Revue Experts.
Sur ces bases, s’est tenu à Bruxelles les 16 et 17 mars 2012, le premier colloque pluridisciplinaire sur l’expertise judiciaire civile dans l’Union européenne organisé par l’EEEI.
L’objectif de ce colloque était double :
- susciter une réflexion commune de l’ensemble des acteurs de l’expertise de justice au niveau européen ;
- définir des pistes de convergence et des recommandations susceptibles d’alimenter un livre blanc sur l’expertise de justice au niveau européen.

Consacrés à quatre sujets principaux liés à l’expertise de justice, les ateliers de travail ont été scindés en un groupe anglophone et un groupe francophone afin de favoriser une participation effective de chacun. Pour chacun des sujets abordés, les animateurs des deux groupes se sont ensuite rapprochés pour présenter une synthèse commune.
Deux des thèmes abordés se rapportaient à l’expertise proprement dite :
- la désignation de l’expert et la définition de sa mission ;
- le déroulement des opérations d’expertise et l’élaboration du rapport.

Les deux autres concernaient plus directement l’expert :
- la formation, les compétences et l’évaluation des experts ;
- le statut et la déontologie des experts - libre exercice et responsabilité.

Conscients des enjeux qui s’attachent à accompagner la libre circulation des personnes et des biens au sein de l’Union européenne de dispositifs garantissant l’égalité de traitement de tous les justiciables et la sécurité juridique des actes accomplis dans le cadre d’un litige soumis à une juridiction nationale et ayant des incidences transfrontalières, les acteurs de l’expertise judiciaire civile participant au colloque ont manifesté la volonté de contribuer au rapprochement des pratiques de l’expertise de justice en Europe.
Ils ont exprimé un consensus fort sur les règles devant encadrer le recours à une expertise de justice et le déroulement de cette mesure au regard notamment des exigences de la Convention européenne des droits de l’homme et des libertés fondamentales.
Ils ont également posé les fondements d’un statut européen de l’expert de justice.
Répondant à la dynamique ainsi engagée, Alain Nuée premier président de la cour d’appel de Versailles a clos les travaux en proposant l’organisation d’une conférence de consensus européenne afin de faire converger les pratiques nationales en matière d’expertise civile de justice et a présenté le mécanisme de cette démarche scientifique spécifique.
Cet appel a abouti au lancement du projet EGLE, un an plus tard.

#### Projet EGLE
En 2014, avec le soutien financier de la Direction générale justice de la commission européenne, l’EEEI a engagé des travaux destinés à élaborer un guide de bonnes pratiques de l’expertise judiciaire civile en Europe dans le cadre d'un projet intitulé EGLE - European Guide for Legal Expertise.
La méthode retenue pour le projet EGLE a été celle de la conférence de consensus, qui s’appuie sur les compétences et la coopération des professionnels des États membres et la confrontation des expériences. Elle est apparue comme étant la plus adaptée pour faire émerger une pratique commune directement inspirée des règles du procès équitable posées par la législation et la jurisprudence européennes.
En pratique, le projet EGLE a nécessité la mise en œuvre de quatre groupes de travail constitués par une cinquantaine de contributeurs (magistrats, avocats, experts et universitaires) de 12 pays. Ces professionnels se sont réunis plus de 25 fois, dans divers pays européens, afin de partager leurs expériences, opinions et connaissance des différents systèmes d’expertise judiciaire. Leur première tâche a été d’analyser et de faire part de leurs avis sur les thèmes suivants :
- désignation de l’expert et définition de sa mission ;
- déroulement des opérations d’expertise et élaboration du rapport ;
- formation, compétences et évaluation des experts ;
- statut et déontologie des experts / libre exercice et responsabilité.

Un comité d’organisation les a dirigés et assistés dans leurs travaux et un groupe d’analyse de textes s’est chargé de rédiger une synthèse reprenant les éléments principaux des débats, échanges et recommandations mis en avant par chacun des groupes tout au long de leurs travaux.
Ce travail s’est terminé par un débat public et contradictoire lors d’une conférence plénière le 29 mai 2015 dans la Grande salle de la Cour de cassation italienne à Rome. Magistrats, avocats, experts, universitaires, représentants de Cours suprêmes, d’institutions européennes ou mondiales, 160 personnes ont participé aux travaux, représentant 22 pays.
Sur la base des débats de la conférence plénière et des travaux préparatoires, un Jury de neuf personnalités européennes s’est réuni en trois séances pour débattre et rédiger le Guide des bonnes pratiques de l’expertise judiciaire civile dans l’Union européenne.
Le guide des bonnes pratiques de l’expertise judiciaire civile (EGLE) a été publié en novembre 2015, initialement en français et en anglais. Il a été traduit dans plusieurs langues européennes et il est en cours de diffusion à large échelle dans les pays membres de l’Union européenne et au-delà,,.
Ce guide est le résultat des travaux effectués depuis plusieurs années par l’EEEI avec pour objectif de proposer des recommandations cadre pour tous les acteurs des systèmes de justice européens.
Les principaux chapitres de ce guide sont :
- la définition des différentes catégories d’experts intervenant dans des affaires judiciaires ;
- les conditions de recours à une expertise judiciaire ;
- la désignation de l’expert ;
- la procédure d’expertise ;
- le rapport d’expertise ;
- la rémunération de l’expert ;
- le statut des experts.

Ce guide des bonnes pratiques est accompagné d’une proposition (esquisse) de « Code de déontologie de l’expert judiciaire européen » qui reprend, à destination des experts judiciaires, les bonnes pratiques issues du guide et qui s’adressent spécifiquement aux experts.
Ce texte est un projet qui a vocation à être débattu en Europe dans les mois à venir, tant au sein des instances européennes, Parlement européen, Conseil de l’Union européen, que des instances nationales, ministères de la Justice et Cours suprêmes, que dans les instances représentant les professionnels concernés, magistrats, avocats et experts.

#### ProjetFind an expert
Le projet Find an expert, lancé en septembre 2017, est destiné à favoriser la coopération internationale dans le recrutement d'experts. Ce projet vise au recueil des listes d’experts judiciaires des États membres aux fins de publication sur le site e-justice de la Commission européenne et à la description des procédures dans les États membres.
Il est cofinancé par l'Union européenne et doit s'achever fin 2019.

#### Le projet Find an Expert - 2
Le projet Find an expert-2 a été lancé en mars 2022. Il est mené en partenariat avec les institutions nationales ou européennes suivantes :
- Collège National Des Experts Judiciaires de Belgique[23] (CNEJ, Belgique)
- Consejo General De Colegios Oficiales De Peritos E Ingenieros Tecnicos Industriales[24] (COGITI, Espagne)
- Conseil National Des Compagnies d'Experts De Justice[25] (CNCEJ, France)
- Compagnie Nationale Des Experts Judiciaires En Informatique & Techniques Associées[26] (CNEJITA, France)
- Consiglio Nazionale Dei Periti Industriali E Dei Periti Industriali Laureati[27] (CNPI, Italie)
- EUROEXPERT ASBL[28] (Luxembourg)
- Chambre des Experts du Grand-Duché De Luxembourg ASBL[29] (CHEXPERTSGD, Luxembourg)
- Stichting Landelijk Register van Gerechtelijke Deskundigen[30] (LRGD, Pays-Bas)
- Fundacja Europejskie Centrum Inicjatyw W Naukach Sadowych[31] (EFIC, Pologne)
- Ministerul Justitiei[32] (Ministère de la Justice, Roumanie)

Ce projet vise à constituer un registre européen d'experts judiciaires. Son périmètre couvre, à titre de pays-pilotes, les six états-membres de l'U.E. suivants : Belgique, France, Italie, Luxembourg, Pologne, Roumanie.
Le projet est cofinancé par l'Union européenne et doit s'achever en février 2024. 
Une conférence de Consensus s'est tenue à Cologne le 2 juin 2023.

### Travaux de recherche & récompenses décernées
L'EEEI finance des travaux de recherche universitaires sur l'expertise judiciaire en Europe.
L'EEEI décerne un prix annuel (EEEI Annual Award) à la plus brillante contribution intellectuelle (ouvrage, article, conférence) relative à l'expertise judiciaire. Le jury est composé des membres indépendants de son comité scientifique.

### Publications
- 2014 : sous la direction de Patricia Grandjean, Expertise de justice : quel avenir en Europe ?, Bruxelles, Bruylant, coll. « Macro droit - Micro droit », 2014, 152 p. (ISBN 978-2-8027-4763-5)[35]
- Décembre 2015 : "Guide des bonnes pratiques de l'expertise judiciaire civile dans l'Union européenne" - résultat des travaux menés avec le soutien de la DG Justice de la Commission européenne[36],[37]

## Adhérents institutionnels

### Membres fondateurs
- Cour d'appel de Versailles
- Cour d'appel de Paris
- Parquet général près la Cour d’appel de Versailles
- Parquet général près la Cour d’appel de Paris
- Chambre régionale des avoués de Versailles
- Barreau de Versailles
- Barreau de Nanterre
- Université de Versailles-Saint-Quentin-en-Yvelines
- Conseil national des Compagnies d’experts de justice (CNCEJ)
- Compagnie des experts près de la Cour d’appel de Versailles
- Union des Compagnies d’experts judiciaires près la Cour d’appel de Paris
- Cour d’appel de Lyon
- Compagnie des experts de Justice de Lyon
- Compagnie des experts agréés par la Cour de cassation
- Collège national des experts judiciaires de Belgique (CNEJ)

### Autres membres institutionnels
- Cour supérieure de Prague (République tchèque)
- Haute Cour de cassation et de justice de Roumanie
- Cour d'appel de Brasov (Roumanie)
- Cour d'appel de Brescia (Italie)
- Cour d'appel de Cologne (Allemagne)
- Cour d'appel de Dijon (France)
- Cour d'appel de Liège (Belgique)
- Cour d'appel de Metz (France)
- Cour d'appel de Pau (France)
- Cour d'appel de Rome (Italie)
- Cour d'appel de Venise (Italie)
- Cour d'appel de Milan (Italie)
- Tribunal de commerce de Gand (Belgique)
- Tribunal de commerce de Lyon (France)
- Tribunal de commerce de Nanterre (France)
- Tribunal de travail de Liège (Belgique)

### Barreaux
- Barreau de Barcelone (Espagne)
- Barreau de Brasov (Roumanie)
- Barreau de Liège (Belgique)
- Barreau de Nanterre (France)
- Barreau de Venise (Italie)
- Barreau de Paris (France)

### Compagnies d'experts
- Collège européen des experts maritimes et fluviaux (CEEMF)
- Compagnie des experts de justice de Catalogne
- Compagnie nationale des experts de justice en informatique et techniques associées (CNEJITA)
- Consejo Général de Peritos Judiciales y Colaboradores con la Administración de Justicia(Espagne)
- Expert Witness Institute(EWI) - Royaume-Uni
- Landelijk Register van Gerechtelijke Deskundigen (LRGD - Pays-Bas)
- Nederlands Register Gerehtelijk Deskundigen (NRGD - Pays-Bas)
- Union des compagnies d’experts près la Cour d’appel d’Aix-en-Provence (UCECAAP)